# Piacenza Sportiva 1947-1948
Questa pagina raccoglie le informazioni riguardanti la Piacenza Sportiva nelle competizioni ufficiali della stagione 1947-1948.

## Competizioni
In vista del riordino della Serie B, con il passaggio da tre a un unico girone, la squadra viene rinforzata soprattutto in attacco, punto debole della stagione precedente, con l'acquisto del centravanti Angiolo Bonistalli e della mezzala Mario Semoli dalla Fiorentina. L'andamento della stagione risulta altalenante, anche a causa delle incertezze della difesa (a lungo priva dell'infortunato Gino Vaghini) e dei portieri; la sconfitta nel derby del Po contro la Cremonese, all'ultima giornata, preclude al Piacenza l'ultimo posto utile per la permanenza in Serie B.

## Rosa
| N. |                   | Ruolo | Calciatore           |
| -- | ----------------- | ----- | -------------------- |
|    | Italia (bandiera) | P     | Paolo Manfredini     |
|    | Italia (bandiera) | P     | Furio Scarpellini    |
|    | Italia (bandiera) | D     | Bruno Genti          |
|    | Italia (bandiera) | D     | Dante Ravani         |
|    | Italia (bandiera) | D     | Adelmo Toffanetti    |
|    | Italia (bandiera) | C     | Silvio Agosti        |
|    | Italia (bandiera) | C     | Francesco Bergamasco |
|    | Italia (bandiera) | C     | Orlando Bissi        |
|    | Italia (bandiera) | C     | Vincenzo Coltella    |
|    | Italia (bandiera) | C     | Francesco Fiorani    |
|    | Italia (bandiera) | C     | Mario Magotti        |

| N. |                   | Ruolo | Calciatore         |
| -- | ----------------- | ----- | ------------------ |
|    | Italia (bandiera) | C     | Francesco Paredi   |
|    | Italia (bandiera) | C     | Roberto Pucci      |
|    | Italia (bandiera) | C     | Mario Semoli       |
|    | Italia (bandiera) | C     | Gino Vaghini       |
|    | Italia (bandiera) | A     | Angiolo Bonistalli |
|    | Italia (bandiera) | A     | Giovanni Calveri   |
|    | Italia (bandiera) | A     | Carlo Di Tullio    |
|    | Italia (bandiera) | A     | Giuliano Gallarate |
|    | Italia (bandiera) | A     | Giovanni Sguinzo   |
|    | Italia (bandiera) | A     | Eugenio Tosi       |
|    | Italia (bandiera) | A     | Otello Zironi      |

## Calciomercato[2]
| Acquisti | Acquisti           | Acquisti    | Acquisti   |
| R.       | Nome               | da          | Modalità   |
| -------- | ------------------ | ----------- | ---------- |
| D        | Dante Ravani       | Fiorenzuola |            |
| C        | Roberto Pucci      | Arezzo      |            |
| C        | Mario Semoli       | Fiorentina  | [ 3 ]      |
| A        | Angiolo Bonistalli | Como        |            |
| A        | Giovanni Calveri   | Modena      | prestito   |
| A        | Giuliano Gallarate | Genoa       | prestito   |
| A        | Eugenio Tosi       | Fiorenzuola |            |
| A        | Giovanni Sguinzo   | Bellinzona  |            |
| A        | Otello Zironi      |             | svincolato |

| Cessioni | Cessioni            | Cessioni       | Cessioni      |
| R.       | Nome                | a              | Modalità      |
| -------- | ------------------- | -------------- | ------------- |
| D        | Giovanni Molaschi   | Fiorenzuola    |               |
| D        | Franco Torreggiani  | Fiorenzuola    | prestito      |
| C        | Mario Codevilla     | Sanremese      |               |
| C        | Antonio Resmini     | Olubra         | prestito      |
| C        | Giuseppe Vairo      |                | fine carriera |
| A        | Cornelio Marchetto  | Asti           |               |
| A        | Adriano Minelli     |                |               |
| A        | Rino Musini         | Robur Pianello |               |
| A        | Silvio Naldi        | Bologna        | fine prestito |
| A        | Aventino Pavese     | Asti           |               |
| A        | Sallustio Stombelli | Trevigliese    |               |

## Risultati

### Campionato

#### Girone di andata
| Arbitro: | Loda (Brescia) |

|                                       |           |              |
| Porcelli 7’, 30’, 70’ Massagrande 16’ | Marcatori | 21’ Coltella |

| Arbitro: | Corallo (Lecce) |

|                                            |           |               |
| Coltella 18’, 76’ Bonistalli 59’ Pucci 69’ | Marcatori | 47’ Pravisano |

| Arbitro: | Loda (Brescia) |

|                        |           |  |
| Coltella Gallarate 79’ | Marcatori |  |

| Arbitro: | Garassino (Varese) |

|                                |           |  |
| Cammoranesi 55’ De Lazzari 77’ | Marcatori |  |

| Arbitro: | Canavesio (Torino) |

|  |           |                                 |
|  | Marcatori | 15’, 23’ Ferrari 34’ Renosto II |

| Arbitro: | Cicardi (Lecco) |

|                                |           |  |
| Lodi 21’ Piccioli 51’ Sega 90’ | Marcatori |  |

| Arbitro: | Valsecchi (Milano) |

|                |           |  |
| Bonistalli 42’ | Marcatori |  |

| Arbitro: | Trentin (Treviso) |

|                |           |                           |
| Bonistalli 78’ | Marcatori | 48’ Brumat 85’ Bergamasco |

| Arbitro: | Dellarole (Vercelli) |

|                            |           |  |
| Cattani 21’ Stabellini 80’ | Marcatori |  |

| Arbitro: | Franzi (Vercelli) |

|              |           |  |
| Faccenda 82’ | Marcatori |  |

| Arbitro: | Liverani (Torino) |

|           |           |  |
| Pucci 35’ | Marcatori |  |

| Arbitro: | Matucci (Seregno) |

|               |           |               |
| Emo Nardi 27’ | Marcatori | 63’ Di Tullio |

| Arbitro: | Franzi (Vercelli) |

|                           |           |           |
| Bonistalli 42’ Paredi 74’ | Marcatori | 68’ Golin |

| Arbitro: | Brassi (Pavia) |

|                          |           |  |
| Pucci 51’ Bonistalli 86’ | Marcatori |  |

| Arbitro: | Di Giovanni (Chieti) |

|             |           |                     |
| Ferlese 10’ | Marcatori | 32’, 40’ Bonistalli |

| Arbitro: | Visconti (Roma) |

|                         |           |                |
| Peruzzo 23’ Ganassi 36’ | Marcatori | 63’ Bonistalli |

| Arbitro: | Parpaiola (Padova) |

|                        |           |              |
| Pucci 10’ Coltella 75’ | Marcatori | 19’ Cattaneo |

#### Girone di ritorno
| Arbitro: | Codeluppi (Lodi) |

|                                 |           |              |
| Pucci 10’ (rig.) 30’ Semoli 48’ | Marcatori | 86’ Porcelli |

| Arbitro: | Loda (Brescia) |

|                      |           |                        |
| Persi 17’ Bicego 55’ | Marcatori | 45’ Zironi 60’ Magotti |

| Arbitro: | Cicardi (Lecco) |

|                                   |           |  |
| Parvis 51’, 87’ Degli Esposti 83’ | Marcatori |  |

| Arbitro: | Scotto (Savona) |

|                         |           |          |
| Coltella 45’ Zironi 48’ | Marcatori | 34’ Aebi |

| Arbitro: | Codeluppi (Lodi) |

|                                       |           |  |
| Zecca 5’ Ottino 41’, 60’ Bertolin 48’ | Marcatori |  |

| Piacenza 21 marzo 1948 23ª giornata | Piacenza          | 0 – 0 | Verona | Barriera Genova\| Arbitro: \| Matucci (Seregno) \| |
| Arbitro:                            | Matucci (Seregno) |       |        |                                                    |

| Arbitro: | Caporali (Perugia) |

|                         |           |                                |
| Fiore 10’ Matè 65’, 82’ | Marcatori | 35’, 42’ Bonistalli 55’ Zironi |

| Arbitro: | Ferrari (Firenze) |

|  |           |                     |
|  | Marcatori | 24’, 29’ Bonistalli |

| Arbitro: | Coppolone (Bari) |

|                                       |           |                                |
| Zironi 61’ Bonistalli 68’ Magotti 74’ | Marcatori | 37’ Bertoni 81’ (rig.) Berruti |

| Arbitro: | Casini (Palermo) |

|                                            |           |            |
| Coltella 56’ Bergamasco 62’ Bonistalli 68’ | Marcatori | 48’ Donati |

| Arbitro: | Caprioli (Varese) |

|               |           |  |
| Marmiroli 75’ | Marcatori |  |

| Arbitro: | Puleo (Torino) |

|            |           |               |
| Semoli 60’ | Marcatori | 16’ Forghieri |

| Arbitro: | Brighenti (Genova) |

|                            |           |  |
| Grillone 15’ Prunecchi 83’ | Marcatori |  |

| Arbitro: | Viarengo (Asti) |

|                              |           |              |
| Ferrigato 3’, 59’ Peloso 62’ | Marcatori | 26’ Coltella |

| Arbitro: | Garassino (Varese) |

|                           |           |                 |
| Bonistalli 30’ Zironi 40’ | Marcatori | 27’, 65’ Meroni |

| Arbitro: | Mosca (Napoli) |

|                                    |           |             |
| Bergamasco 56’, 80’ Bonistalli 82’ | Marcatori | 29’ Ganassi |

| Arbitro: | Buratti (Milano) |

|                                                            |           |  |
| Parati 6’ Denti 12’ Colombi 21’, 78’ (rig.) Diotallevi 80’ | Marcatori |  |

## Statistiche

### Statistiche di squadra[11]
| Competizione | Punti | Totale | Totale | Totale | Totale | Totale | Totale | DR |
| Competizione | Punti | G      | V      | N      | P      | Gf     | Gs     | DR |
| ------------ | ----- | ------ | ------ | ------ | ------ | ------ | ------ | -- |
| Serie B      | 36    | 34     | 15     | 6      | 13     | 47     | 55     | -8 |

### Statistiche dei giocatori[2]
| Giocatore      | Serie B  | Serie B | Serie B     | Serie B    |
| Giocatore      | Presenze | Reti    | Ammonizioni | Espulsioni |
| -------------- | -------- | ------- | ----------- | ---------- |
| S. Agosti      | 1        | 0       | ?           | ?          |
| F. Bergamasco  | 31       | 3       | ?           | ?          |
| O. Bissi       | 4        | 0       | ?           | ?          |
| A. Bonistalli  | 32       | 16      | ?           | ?          |
| G. Calveri     | 11       | 0       | ?           | ?          |
| V. Coltella    | 30       | 8       | ?           | ?          |
| C. Di Tullio   | 13       | 1       | ?           | ?          |
| F. Fiorani     | 31       | 0       | ?           | ?          |
| G. Gallarate   | 3        | 1       | ?           | ?          |
| B. Genti       | 14       | 0       | ?           | ?          |
| M. Magotti     | 16       | 2       | ?           | ?          |
| P. Manfredini  | 19       | -25     | ?           | ?          |
| F. Paredi      | 32       | 1       | ?           | ?          |
| R. Pucci       | 20       | 6       | ?           | ?          |
| D. Ravani      | 25       | 0       | ?           | ?          |
| F. Scarpellini | 15       | -30     | ?           | ?          |
| M. Semoli      | 16       | 2       | ?           | ?          |
| G. Sguinzo     | 7        | 0       | ?           | ?          |
| A. Toffanetti  | 29       | 0       | ?           | ?          |
| E. Tosi        | 8        | 0       | ?           | ?          |
| G. Vaghini     | 3        | 0       | ?           | ?          |
| O. Zironi      | 14       | 5       | ?           | ?          |